# Relaciones Cuba-Rusia

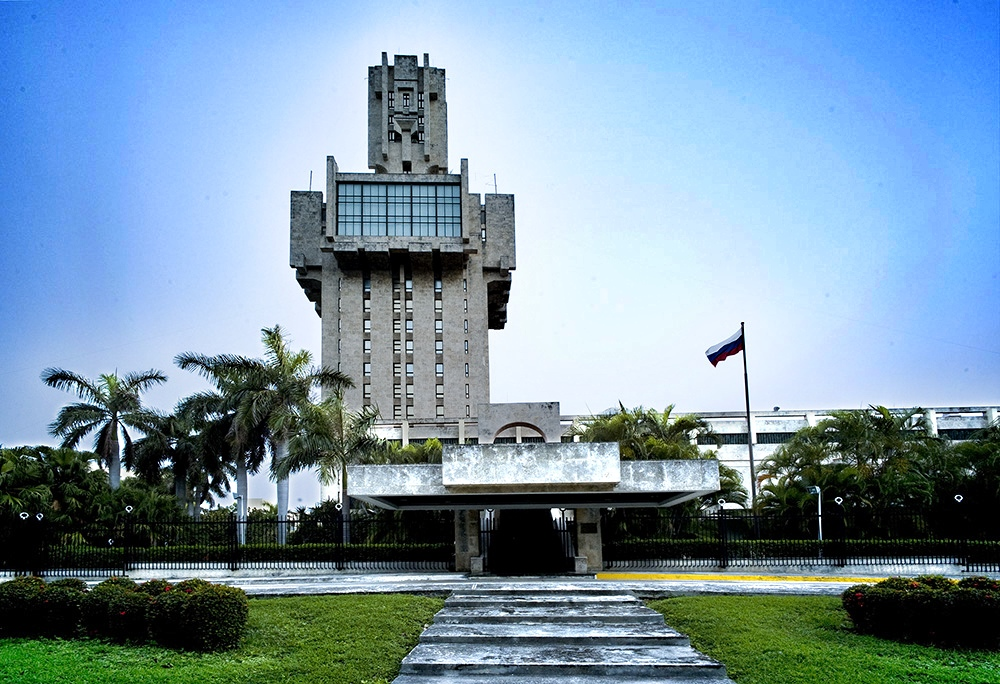
Embajada rusa en La Habana.

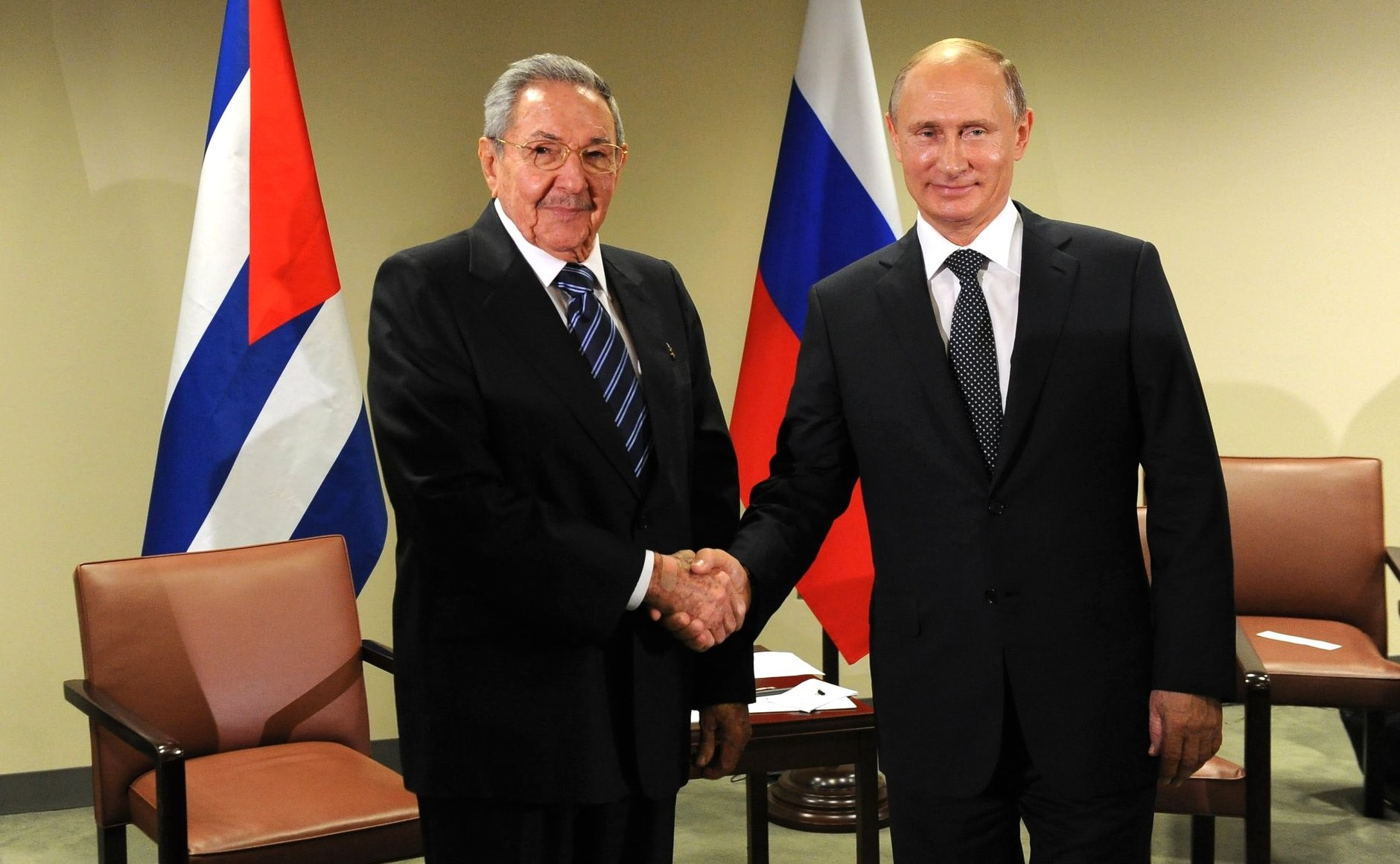
Vladímir Putin y Raúl Castro en 2015.

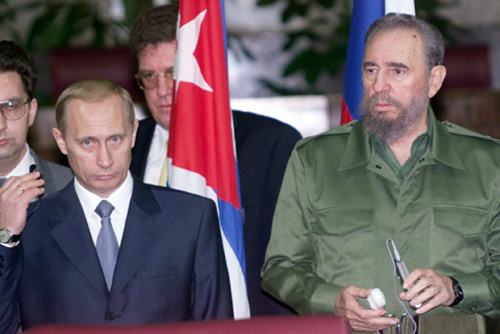
Vladímir Putin y Fidel Castro en 2000.

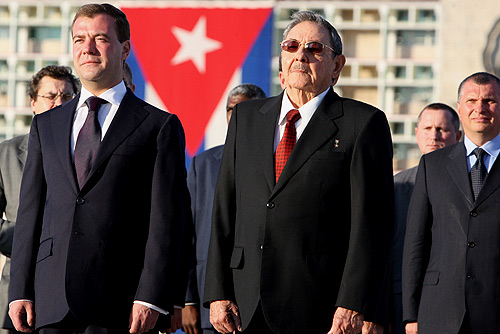
Dmitri Medvédev y Raúl Castro en 2008.

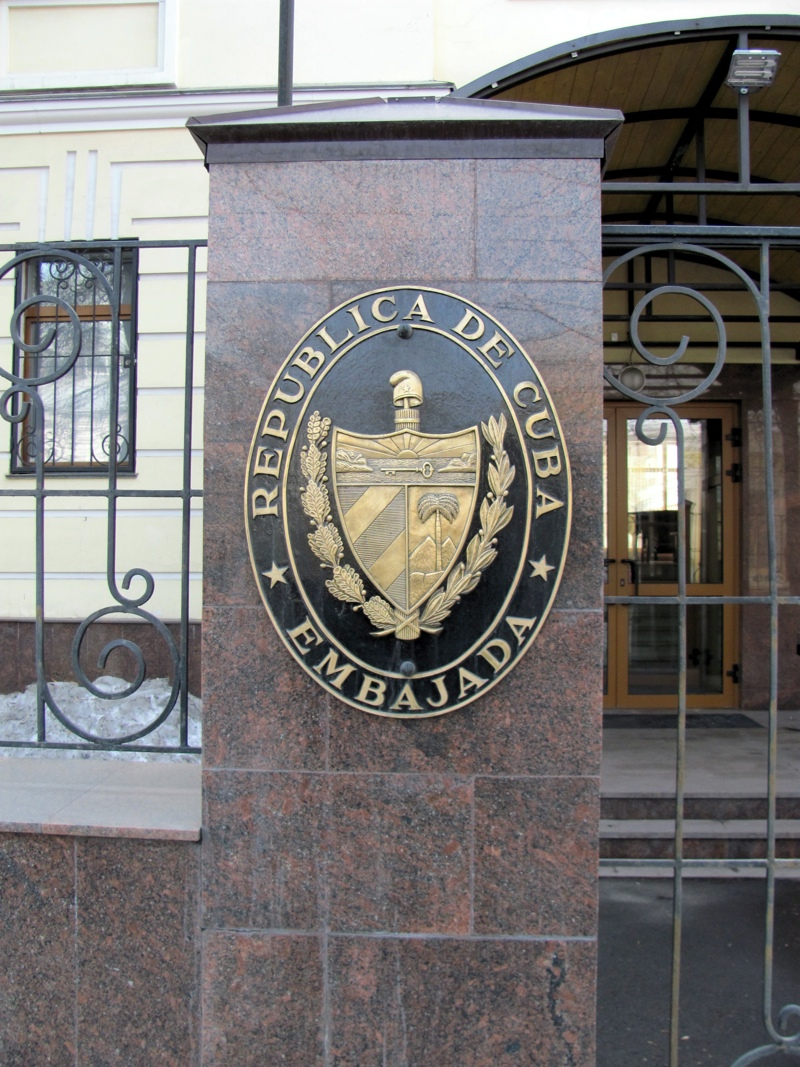
Embajada de Cuba en Moscú.

Las relaciones bilaterales entre Cuba y Rusia (del ruso: Российско-кубинские отношения) reflejan los intercambios políticos, económicos y culturales entre la República de Cuba y la Federación Rusa. Estos países han tenido una estrecha colaboración desde los tiempos de la Unión Soviética. Rusia tiene una embajada en La Habana y un consulado general en Santiago de Cuba. Cuba tiene una embajada en Moscú y un consulado honorario en San Petersburgo.

## Historia

### Cuba-Unión Soviética
Tras el establecimiento de lazos diplomáticos con la Unión Soviética tras la Revolución Cubana de 1959, Cuba aumentó su dependencia del mercado y de la ayuda militar soviética, volviéndose un aliado de la Unión Soviética en la Guerra Fría. En 1972 Cuba ingresa en el COMECON, una organización económica entre estados diseñada para promover la cooperación mutua entre Estados de economía planificada. Moscú mantuvo un contacto regular con La Habana, manteniendo relaciones estrechas hasta el colapso del campo socialista en 1990. Tras el derrumbe de la Unión Soviética, Cuba entró en un periodo de dificultades económicas conocido como el Periodo Especial.

### Cuba-Rusia
Desde la caída de la Unión Soviética en 1991, Cuba y Rusia han mantenido sus relaciones diplomáticas. Después de Vladímir Putin llegó al poder en 2000, las relaciones entre ambos países aumentaron. En diciembre de 2000, Putin visitó Cuba y junto con Fidel Castro pidieron el levantamiento del embargo estadounidense a Cuba.
Rusia sigue siendo el líder acreedor de Cuba y los dos países mantienen estrechos vínculos económicos y comerciales entre sí. Cuba apoyó firmemente la posición de Rusia en la guerra de Osetia del Sur de 2008. En el otoño de 2008 Cuba y Rusia aumentaron la cooperación conjunta entre sí en el campo de la economía.
El vice primer ministro ruso, Igor Sechin visitó Cuba en varias ocasiones en 2008 con el fin de aumentar los vínculos económicos y políticos. Rusia fue el primer país en brindar ayuda a Cuba después de tres huracanes que devastaron el país en ese año. La asistencia prestada por Rusia incluía cuatro planes de alimentos, suministros médicos y materiales de construcción.
En noviembre de 2008, el presidente ruso Dmitri Medvédev visitó Cuba para fortalecer los lazos económicos y permitir a las empresas rusas perforar en busca de petróleo en alta mar en aguas cubanas, y para permitir que las empresas mineras rusas tener una mina de níquel en Cuba. Por su parte, Raúl Castro viajó a una visita de una semana a Moscú del 28 de enero de 2009 al 4 de febrero de 2009. Las conversaciones incluyeron otorgar 20 millones de dólares estadounidenses en créditos a La Habana, y 25.000 toneladas de cereales en concepto de ayuda humanitaria a Cuba.
En julio de 2009 Rusia comenzó la exploración de petróleo en el Golfo de México tras firmar un acuerdo con Cuba. Bajo el nuevo acuerdo, Rusia también ha concedido un préstamo de 150 millones de dólares estadounidenses para comprar equipos de construcción y agrícola. En 2013, Medvédev visitó nuevamente a Cuba en donde firmó acuerdos sobre educación, salud, hidrometeorología, la aeronáutica y tecnología espacial.
Durante la crisis de Crimea de 2014, el ministro de Relaciones Exteriores cubano, Bruno Rodríguez, condenó lo que llamó «la hipocresía, los dobles raseros y la agresión» de Washington D. C. y la OTAN sobre el derrocamiento del gobierno prorruso en Ucrania, y advirtió en contra de cualquier intento de extender el alcance de la OTAN a las fronteras de Rusia considerándolo una violación flagrante del derecho internacional y la Carta de las Naciones Unidas y una amenaza a la paz, la seguridad y la estabilidad mundial.
El representante cubano ante la ONU, Rodolfo Reyes Rodríguez, dijo el 27 de marzo de 2014 que «Cuba se opone enérgicamente a la aplicación de sanciones contra la Federación de Rusia, rechaza la hipocresía, el doble rasero y la agresividad manifiesta de las acciones y el discurso de la OTAN al respecto». También rechazó las sanciones de Occidente a Rusia y las acciones militares de la OTAN y sus aliados declarando que «el intento de extender la OTAN hasta las fronteras de la Federación de Rusia constituye una grave amenaza a la paz, la seguridad y la estabilidad internacional». Cuba votó en contra de la resolución 68/262 de la Asamblea General de las Naciones Unidas.
El gobierno cubano reconoció el resultado del referéndum sobre el estatus político de Crimea de 2014 y lo consideró legal.
En julio de 2014, Vladímir Putin visitó Cuba, donde promocionó la decisión de limpiar el 90% de la deuda de 35 mil millones de dólares estadounidenses que la isla tenía con Moscú y anunció acuerdos para invertir en la industria offshore de petróleo en Cuba.

## Inmigraciones
Hacia 2010 había 676 ciudadanos cubanos residiendo en Rusia. En cuanto a la población rusa en la isla de Cuba, el censo cubano de 2012 registró 794 rusos viviendo en Cuba, conformando la segunda comunidad de extranjeros tras los inmigrantes españoles. En la actualidad también se estiman 3.000 descendientes de rusos. La mayoría de los inmigrantes son mujeres y graduados en universidades o de nivel medio superior.
En 1762 un médico ruso se asentó en La Habana, siendo el primer inmigrante. Además, tres rusos participaron de la Guerra de Independencia cubana. La mayoría de los inmigrantes llegó durante la Guerra Fría.

## Cultura e influencia rusa en Cuba

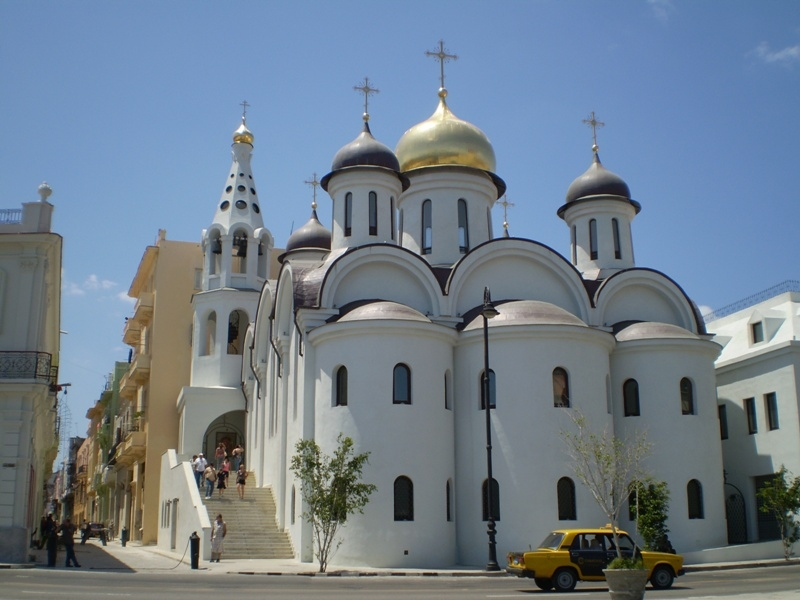
La catedral ortodoxa rusa de La Habana.

La mayoría de los inmigrantes rusos se integró a la sociedad cubana, enriqueciéndola en algunos casos. Existe un «Consejo de coordinación de compatriotas rusos en Cuba», que participa anualmente desde 2007, a nivel nacional, regional e internacional, en el «Consejo Mundial de los Compatriotas Rusos». El consejo también difunde la cultura rusa y colabora con la Embajada rusa y con las cátedras de idioma ruso de la Universidad de La Habana y la de Ciego de Ávila.
Los rusos son llamados por los cubanos «bolos». El origen del término se desconoce, pero se entendía que se trataba de un «desprecio cariñoso».
Durante los años de la Unión Soviética, en Cuba circularon muchos libros sobre el socialismo y películas de Rusia, Europa Oriental, China y Corea del Norte. Producto de los filmes soviéticos, hubo generaciones de niños llamados Vladimir, Ludmila, Igor e Iván. También en la televisión salieron al aire dibujos animados soviéticos, que eran llamados por los cubanos «muñequitos rusos».
Jacqueline Loss, profesora de idioma español de la Universidad de Connecticut, escribió «Dreaming in Russian: The Cuban Soviet Imaginary», y editó «Caviar with Rum, Cuba-USSR and the Post-Soviet Experience». Este último habla sobre las relaciones culturales entre Cuba y la Unión Soviética, haciendo referencia también a la inmigración.